# الحركة الشعبية الإيفوارية للغرب العظيم
الحركة الشعبية الإيفوارية للغرب العظيم (بالفرنسية: Mouvement populaire ivoirien du Grand Ouest MPIGO). هي إحدى حركتي التمرد في غرب كوت ديفوار، تم إنشاؤها لتعزيز وجود المتمردين بعد اتفاقات ماركوسي. أسسها الرقيب فيليكس دوه (قُتل في أبريل 2003 في كمين)، نشطت الحركة في الغالب في المناطق الليبرو-إيفورية والناطقة بلغة الدان. كان لدى الحركة حوالي 6000 رجل مسلح عندما وقعت وقف إطلاق النار في 8 يناير 2003. منذ عام 2004، كانت الحركة حزباً سياسياً، يعمل كشريك صغير للحركة الوطنية لكوت ديفوار في تحالف القوى الجديدة في كوت ديفوار بقيادة غيلوم سورو